# Трайбализм
Трайбали́зм, трибали́зм, трайбализа́ция (англиц. tribalism, от лат. tribus «племя») — форма групповой обособленности, характеризуемая внутренней замкнутостью и исключительностью, обычно сопровождаемая враждебностью по отношению к другим группам. Изначально характеризовал систему первобытных, неразвитых обществ, позднее понятие расширилось и приобрело новые направления.

## Этнополитический трайбализм
Трайбализм — форма социально-политического устройства обществ, основанная на представлении об особом, доминирующем значении своего племени, этноса, группы, его приоритетной роли в прошлом и настоящем, обычно сопровождаемая враждебностью по отношению к другим группам. Члены одного племени называют себя братьями, ревниво следуют за сохранением уз солидарности, которые их охраняют или противопоставляют другим племенам всякий раз, когда целостности племени или интересам его членов что-нибудь угрожает.
Трайбализм был характерен для большинства архаичных родоплеменных обществ и в той или иной степени продолжает существовать в современных обществах, где сохранилась племенная организация и племенная структура населения. Речь идёт, в первую очередь, о странах Африки. По некоторым оценкам, в Тропической Африке проживают свыше 3000 различных племен, каждое из которых говорит на своем языке.
Сохранение трайбализма в Африке исходит из особенностей исторического развития данного континента. Колониальный раздел Африки в конце XIX века происходил в условиях, когда племена ещё не успели сложиться в народности или нации и создать свои национальные государства, и исходил преимущественно из управленческих и политических соображений европейцев, без учета этнографического и культурного положения. В рамках колониальных границ оказывались представители различных племен, зачастую враждующих между собой. Житель той или иной африканской страны в большинстве случаев и по сей день ощущает себя, прежде всего, представителем определённого племени, а не государства.
Нередко это приводило к обострению вражды и развязыванию конфликтов и гражданских войн. Так, в Бурунди 85 % пятимиллионного населения составляют племена хуту. Исторически власть была сосредоточена в руках значительно меньшего по численности племени тутси. Недовольство хуту этим обстоятельством вылилось в 1972 году в кровавое побоище с многотысячными жертвами с обеих сторон. По аналогичному сценарию развивались события и в 1994 году, с той лишь разницей, что жертв было намного больше. Долгое время на межплеменной основе происходят конфликты в Чаде, где сложилось противостояние между жителями севера (кочевниками — арабами) и юга (земледельцами — негроидами). Далее можно говорить о Нигерии, Эфиопии, Мали, Буркина-Фасо, Мавритании и многих других странах, где взаимная ненависть и агрессивность этнических групп периодически приводит к трагическим последствиям.
Гражданские войны в Руанде, Сомали и Либерии были в большой степени обусловлены трайбализмом.

### Перспективы
Социально-экономическое развитие стран Африки будет способствовать стиранию племенных различий и формированию единой национальной общности в рамках государственных границ. Такие социальные институты, как школа, военная и гражданская службы, помогут африканцам постепенно понять, что они принадлежат к более широкой общности, чем племя. Государства проводят политику унификации, законодательными средствами стремятся смягчить соперничество племён. Так, например, возможность опознания племени по татуировке лица в последние годы запрещена во многих странах. Экономическое развитие африканских стран, рост городского населения, расширение внутренней торговли ведут к ослаблению влияния племенного фактора.

## Кадровый трайбализм
Практика кадрового трайбализма заключается в предоставлении привилегий выходцам из одной родоплеменной группы при подборе и расстановке кадров в аппарате управления и, следовательно, в ущерб остальным группам населения. Основывается на принципе «Все начальники — прямые потомки родоначальника» и наблюдается, например, в государствах, где традиционные основы семейственности и клановости сохранились до наших дней. Вследствие кадрового трайбализма все так называемые «престижные» виды деятельности в обществе, уже перешедшем от родоплеменной организации к государственной, оказываются занятыми выходцами из племён и кланов, почитавшихся в прежней родоплеменной структуре «старшими». Представители «старших» родов наиболее полно выражают достоинство данного родоплеменного общества.
Последствием кадрового трайбализма является недостижимость высокого качества государственного управления, поскольку родоплеменные традиции, выражаясь в кадровой политике, препятствуют продвижению на должности в общественном объединении труда и государственном управлении людей в соответствии с их компетентностью, деловыми и личными качествами, а предпочтение отдаётся продвижению «соплеменников».
Ярким примером кадрового трайбализма является семейственно-клановая система и корпоративная сплоченность мафий.

## Трайбализм в условиях глобализации (Новый трайбализм)
В ходе такого сложного и противоречивого процесса как глобализация, сближение, взаимопроникновение и взаимозависимость культур возникает множество проблем, связанных с идентичностью индивида. В контексте глобализации под трайбализмом понимается стремление индивидов объединяться в локальные группы по территориальному, культурному, политическому, религиозному, этическому принципам, оказывая порой неосознанное сопротивление общемировым тенденциям индивидуализма и гомогенизации.
Присущее всем членам такой группы чувство принадлежности к ней превращает её в живую общественную реальность нового трайбализма. Такая фрагментация приводит к трансформации общества до сообществ, малых групп, «трайбов» (племён), в которых индивиды создают новые формы утраченной солидарности.
Здесь очевидна перекличка с концепцией «племенной культуры» Ж. Делёза и Ф. Гваттари, которые в ходе своих исследований также приходят к выводу о наличии тенденции к дроблению современного общества на более мелкие локальные образования.
Анализируя социальную действительность, французский социолог Мишель Маффесоли приходит к выводу, что постмодерное общество вообще нельзя назвать обществом в традиционном понимании, так как сегодня оно представляет собой мозаику социальностей и отдельных практик интеракции. Он также подчеркивает, что поскольку трайбы создаются на основе общих эмоциональных чувств (без рефлексии, иррационально), то солидарность внутри них нестабильна и зависима от обстоятельств. Стремление сосуществовать вместе (коллективное бессознательное) активизируется тогда, когда общество чувствует нестабильность и стремится поддерживать картинку реальности. Стремление к утраченной солидарности заметно в современной дегуманизированной культуре города (отсюда возникновение различных субкультур и т. п.).
Сосуществование многочисленных коллективных идентичностей (трайбализм, фундаментализм, национализм, фашизм, капитализм, либерализм), отличающихся по степени радикализма, порождает ситуацию культурного плюрализма, постоянно нарушаемую притязаниями на исключительность отдельных форм социальной идентификации, то есть войнами.
Австралийский философ и футуролог Ричард Уотсон в своей книге «Файлы будущего: история следующих 50 лет» пишет, что новый трайбализм приведет к образованию городов-государств, производству специфической местной продукции и экономическому протекционизму. Глобализация в сочетании с общим чувством беспомощности и неуверенности повлекут за собой значительный рост не только индивидуальных, но и коллективных религиозных настроений. В результате мы станем свидетелями взлета трайбализма, национализма и ксенофобии, и их крайними проявлениями могут стать какие-то разновидности исламского фундаментализма и христианского фанатизма.
Примером современного трайбализма можно назвать происшествие, когда в Папуа-Новой Гвинее 21 июля 2022г. из-за межплеменной вражды погибло 18 человек.

## Критика
Рассматривая феномен нового трайбализма, британский социолог Зигмунт Бауман отмечает, что «локальность» в глобализирующемся мире — это знак социальной обездоленности и деградации. Неудобство «локализованного существования усиливается тем, что в условиях, когда общественные пространства отодвинулись далеко за рамки локальной жизни, понятие „локальность“ теряет свой смыслообразующий потенциал, все больше попадая в зависимость от направляющих и объясняющих действий, которые на локальном уровне не поддаются контролю».
В своей поздней научной деятельности канадский философ Маршалл Маклюэн говорил о формировании нового прообраза мировой цивилизации — электронного трайбализма, исходящего из развития электронных технологий, в котором он видел средство разрешения культурных и идеологических разногласий и противоречий.
Выделяют также и концепцию сетевого трайбализма, как системы организации террористических группировок, основывающейся на родственно-клановых отношениях.